# Вина (право)
Вина́ — психічне ставлення особи до своїх протиправних дій або до бездіяльності та їхніх наслідків у формі умислу чи необережності.
Вина є одним з елементів суб'єктивної сторони будь-якого правопорушення, а тому юридична відповідальність за загальним правилом можлива лише при винному вчиненні забороненого діяння. Відповідальність без вини можлива тільки в окремих, передбачених законом випадках в цивільному праві (наприклад, при заподіянні шкоди джерелом підвищеної небезпеки). У кримінальному праві відповідальність без вини неможлива.

## Форми вини
Форми вини — це зазначені в кримінальному законі сполучення певних ознак свідомості і волі особи, що вчиняє суспільне небезпечне діяння.

Відповідно до ст. 23 КК України виною є психічне ставлення особи до вчинюваної дії чи бездіяльності, передбаченої кримінальним кодексом, та її наслідків, виражене у формі умислу або необережності. Отже, формами вини за кримінальним правом України є:
1) умисел (ст. 24 КК України)
2) необережність (ст. 25 КК України)
Умисел є двох видів: прямий і непрямий.
- Прямим є умисел тоді, коли особа усвідомлювала суспільно небезпечний характер свого діяння (дії чи бездіяльності), передбачала його суспільно-небезпечні наслідки і бажала їх настання (ч.2 ст. 24 КК України). Уже з самого цього поняття можна виділити ознаки, що є притаманні прямому умислу. Як і щодо всіх інших видів вини, для прямого умислу їх прийнято поділяти на інтелектуальні та вольові. Інтелектуальними ознаками є усвідомлення суспільно небезпечного характеру діяння (дії чи бездіяльності), а також передбачення його суспільно небезпечних наслідків. Вольовою ознакою є бажання настання суспільно небезпечних наслідків.
- Непрямим є умисел тоді, коли особа усвідомлювала суспільно небезпечний характер свого діяння (дії чи бездіяльності), передбачала його суспільно небезпечні наслідки і хоча не бажала, але свідомо припускала їх настання (ч. З ст. 24 КК України). Як і при прямому умислі, особа усвідомлює суспільно небезпечний характер свого діяння (дії чи бездіяльності) та передбачає його суспільно небезпечні наслідки. Воля особи при цьому не спрямована на досягнення суспільно небезпечного наслідку. Злочинець ж просто байдуже ставиться до наслідків свого діяння, свідомо припускає їх настання, тобто погоджується з ними.

Необережність є двох видів: злочинна недбалість і злочинна самовпевненість.
- Злочинна недбалість — це необережність, якщо особа не передбачала можливості настання суспільно небезпечних наслідків свого діяння (дії або бездіяльності), хоча повинна була і могла їх передбачити.
- Злочинна самовпевненість — це необережність, якщо особа передбачала можливість настання суспільно небезпечних наслідків свого діяння (дії або бездіяльності), але легковажно розраховувала на їх відвернення.

У цивільному праві традиційно склалася дещо інша класифікація форм вини. Необережність буває груба та легка. Під простою (легкою) необережністю розуміють таке ставлення особи до своєї поведінки, коли вона не передбачала і не бажала тих наслідків, які фактично настали, хоча, виходячи із конкретних обставин, об'єктивно могла і зобов'язана була їх передбачити. Груба необережність має місце, коли особа не бажала настання несприятливих наслідків, але передбачала їх і ставилася до цього байдуже або намагалася їх самовпевнено уникнути. Тобто це такий вчинок, нерозумність якого є очевидною.

## Вина як ознака правопорушення
Вина — невід'ємна ознака правопорушення. У кримінальному праві відповідальність без вини неможлива. Згідно з КК України кримінальній відповідальності і покаранню підлягає лише особа, винна у скоєнні злочину, тобто та, яка умисно або з необережності скоїла передбачене кримінальним законом суспільне небезпечне діяння.
У цивільному праві в окремих випадках, прямо встановлених у законі або договорі, цивільно-правова відповідальність може настати і при відсутності вини. Відповідальність, яка не залежить від вини правопорушника, називають підвищеною, маючи на увазі не збільшення розміру, а її більшу суворість порівняно з відповідальністю, що настає за типових умов відповідальності. Підвищена відповідальність встановлена, зокрема:
- для боржника, який прострочив виконання зобов'язання, якщо після прострочення випадково настала неможливість виконання (ч. 2 ст. 612 ЦК);
- підвищену договірну відповідальність несе професійний зберігач за втрату, нестачу або пошкодження речі (ч. 2 ст. 950 ЦК);
- виконавець, який порушив договір про надання послуг за плату при здійсненні ним підприємницької діяльності (ст. 906 ЦК);
- у разі завдання шкоди джерелом підвищеної небезпеки (ст. 1187 ЦК);
- за шкоду, завдану органами державної влади, місцевого самоврядування, їх посадовими, службовими особами при здійсненні їх діяльності (статті 1173—1176 ЦК).

Зазначені та інші випадки відповідальності без вини є лише винятком із загального принципу відповідальності за вину в цивільному праві.
Розширення меж цивільно-правової відповідальності обумовлюється різними чинниками, зокрема, підвищеною небезпекою певних видів діяльності, різним професійним рівнем учасників цивільних правовідносин, характером відносин тощо. Наявність випадків відповідальності без вини також обґрунтовується специфікою цивільно-правових санкцій, які, як правило, мають майновий характер і реалізують компенсаторно-відновлювальну функцію. Вважається, що підвищена цивільно-правова відповідальність ґрунтується на началах ризику та відповідає принципу справедливості.

## Презумпція невинуватості та презумпція вини
Принцип презумпції невинуватості полягає в тому, що особа вважається невинуватою у вчиненні злочину і не може бути піддана кримінальному покаранню доти, доки її вину не буде доведено в законному порядку і встановлено обвинувальним вироком суду; ніхто не зобов'язаний доводити свою невинуватість у вчиненні злочину, а всі сумніви щодо доведеності вини особи тлумачаться на її користь.

У разі скасування вироку суду як неправосудного держава відшкодовує матеріальні та моральні збитки, завдані безпідставним засудженням (ст. 62 Конституції).

Зазначеній гарантії відповідає закріплене в Конституції право на відшкодування за рахунок держави або органів місцевого самоврядування матеріальних і моральних збитків, завданих незаконними рішеннями, діями чи бездіяльністю органів державної влади і місцевого самоврядування, їх посадових і службових осіб (ст. 56 Конституції).

Традиційно ЦК закріплює презумпцію вини особи, яка вчинила правопорушення. Це означає, що вона вважається винною у завданні шкоди, невиконанні зобов'язання або іншому правопорушенні, оскільки не буде доведено іншого (ст. 614 та ч. 2 ст. 1166 ЦК).

## Зміст, ступінь та сутність вини
Зміст вини — це сукупність психічних елементів, у яких відображаються об'єктивні ознаки правопорушення, які виражають певне ставлення особи до цих ознак. Тобто, вона характеризує відображення у психіці (свідомості) особи фактичних ознак, які характеризують об'єкт і об'єктивну сторону. Зміст вини — це зміст умислу або необережності при вчиненні конкретного злочину.
Сутність вини полягає у негативному ставленні особи, яка вчиняє суспільно небезпечне діяння, до суспільних відносин, що охороняються кримінальним законом.
Ступінь вини — це кількісна характеристика вини. Вона визначає тяжкість вчиненого діяння й небезпечність особи винного.
Ступінь вини суб'єкта визначається: 1) суспільною небезпечністю вчиненого діяння; 2) особливостями психічного ставлення винного: формою вини, характером умислу або необережності; 3) мотивом і метою злочину; 4) обставинами, що характеризують особу винного; 5) причинами злочину та умовами, що вплинули на формування злочинного умислу або на допущення особою необережності.

## Проблема вини у цивільному праві
Проблема вини як умови цивільно-правової відповідальності досліджується у науці з двох позицій: теорії спричинення (відповідальність виникає за сам факт заподіяння шкоди протиправною поведінкою особи) і теорії відповідальності за вину.
Принцип відповідальності за вину є історично усталеним, він закріплений у нормах вітчизняного цивільного законодавства з 20-х pp. XX ст. Незважаючи на тенденцію розширення кола випадків настання відповідальності незалежно від вини, принцип вини й сьогодні є однією з головних засад інституту відповідальності у цивільному праві. Цей принцип закріплений також і у новому ЦК.
Згідно зі ст. 614 ЦК особа, яка порушила зобов'язання, несе відповідальність за наявності її вини (умислу або необережності), якщо інше не встановлено договором або законом. Ця норма регулює відповідальність за порушення суб'єктивних прав, які складають зміст зобов'язальних правовідносин, але вина є необхідною умовою будь-якого виду цивільно-правової відповідальності, зокрема, відповідальності за порушення абсолютних речових та особистих немайнових прав. Відповідно побудовані і статті 1166 та 1167 ЦК, які встановлюють загальні умови відповідальності за завдання майнової та моральної шкоди у зобов'язаннях по відшкодуванню шкоди.
Виходячи з компенсаційного характеру відповідальності у цивільному праві, форма вини особи (умисел або необережність та їх види), за загальним правилом, не впливають на розмір відповідальності. Якщо додержуватися визначення вини як психічного процесу, то стає незрозумілим така «байдужість» законодавства до того факту, що особа навмисно порушувала чи діяла необачно. Проте позиція законодавця має пояснення.
1. По-перше, у цивільному праві, як приватному, на відміну від публічних галузей права, міри відповідальності впливають не на особу (особистість) правопорушника, тим самим визначаючи його суспільну небезпечність, а на його майнову сферу. Останнє фактично визнає лише неприпустимість його поведінки та забезпечує захист порушених суб'єктивних прав потерпілої особи. При цьому не визначається ступінь суспільної небезпеки правопорушення (залежно від форми вини), а лише констатується неприпустимість певної поведінки, якою порушене суб'єктивне право.
2. По-друге, як вже зазначалося, у цивільному праві відповідальність виникає у правопорушника перед потерпілою особою і тому для особи, суб'єктивні права якої порушені, не має значення психологічне ставлення правопорушника до своїх дій та їх наслідків. І останнє, а саме, що стосується відповідальності осіб, які є законними представниками малолітніх осіб за шкоду, завдану останніми. їх вина полягає у несумлінному здійсненні або ухиленні ними від здійснення виховання та нагляду за малолітньою особою (ч. 1 ст. 1178 ЦК). Отже, у цих випадках вина не має суб'єктивного характеру.

ЦК вперше закріпив легальну цивільно-правову дефініцію вини (ст. 614 ЦК), визначаючи її через обставини, які свідчать про її відсутність. Так, особа є невинуватою, якщо вона доведе, що вжила всіх залежних від неї заходів щодо належного виконання зобов'язання (ч. 2 ст. 614 ЦК). Отже, вина у цивільному праві — це невжиття особою всіх залежних від неї заходів для належного виконання зобов'язання або для запобігання заподіянню шкоди.
Дане визначення вини позбавлене суб'єктивної характеристики, воно ґрунтується на зовнішніх, об'єктивних критеріях визначення. Вживання всіх залежних від особи заходів є формою поведінки особи, а не її психічного ставлення. В актах міжнародного приватного права саме відсутність вини (а не її наявність) має юридичне значення.

## Проблема вини у кримінальному праві
Кримінальне право приділяє проблемі вини особливу увагу, оскільки найменше відхилення від принципу винної відповідальності призводить до порушення законності, притягнення до кримінальної відповідальності невинного.
Г. С Фільдштейн, висловлюючи думки з цього приводу, наголошував, що «учение о виновности и его большая или меньшая глубина есть как бы барометр уголовного права»-
Недостатня увага до аналізу суб'єктивної сторони складу злочину автоматично призводить до помилкового визначення виду та форми вини, що становить від 20 до 50 % всіх суддівських помилок.
Питанню вини в теорії вітчизняного кримінального права завжди приділялась велика увага.
В. Д. Спасович, ототожнюючи вину з суб'єктивною стороною злочину, вказував на значні труднощі у її вивченні, оскільки "1) …спостережні засоби вельми недостатні і вирок наш про те, що відбувалося в душі злочинця, перш ніж він почав вчинення злочину, заснований буде завжди на одних тільки припущеннях більш-менш ймовірних, 2) тому що в житті немає крутих переходів від невинності до вини і між різними ступенями вини; між тим однак, де життя представляє щось цільне, де зливаються кольори і відтінки, там розум наш повинен проводити можливо різкі грані, які можуть бути тільки приблизно вірні і які кожне століття проводить інакше, по своєму, в міру накопичення казусів, дослідів, спостережень; в міру того як усвідомлено буде, що явища житті не вміщаються в придуманих наукою формах і рамках ". І далі: «… У суб'єктивній стороні злочину або у вині ми можемо розрізняти два головних відтінку: необережність і умисел»}
Л. Є. Владимиров визначав внутрішню сторону злочину (суб'єктивну сторону.- П. Ф.) як «винність (злочинну волю)». Він першим назвав умисел і необережність формами винності (dolus et culpa).
О. Ф. Кістяківський наголошував, що «ставлення волі суб'єкта до скоєного їм дії і його наслідку є … істотно-необхідний ознака злочину».
Аналізуючи умови кримінальної відповідальності, М. С. Таганцев зазначав, що «одного факту посягання на норму, одного заподіяної шкоди або небезпеки для правоохранеіного інтересу, недостатньо для залучення який оформив його до кримінальної відповідальності; сучасне право, за малими винятками, вимагає, щоб це посягання, ця правонарушающего діяльність, були втіленнями провини».
Перші, звичайно досить обмежені спроби диференціації злочинів залежно від форми вини зустрічаються ще в «Руській правді», яка розрізняла вбивство умисне — вбивство при вчиненні розбою, яке вважалось чи не найтяжчим злочином (ст. 3), від убивства випадкового, «в ссоре или на пиру» (ст. б).